# Miłaków (Lubusz)
Pour les articles homonymes, voir Miłaków.
Miłaków (prononciation : [miˈwakuf]) est un village polonais de la gmina de Nowe Miasteczko dans le powiat de Nowa Sól de la voïvodie de Lubusz dans l'ouest de la Pologne.
Il se situe à environ 4 kilomètres à l'est de Nowe Miasteczko (siège de la gmina), 15 kilomètres au sud de Nowa Sól (siège du powiat) et 35 kilomètres au sud-est de Zielona Góra (siège de la diétine régionale).
Le village compte approximativement une population de 350 habitants .

## Histoire
Au cours du deuxième partage de la Pologne en 1793, le village est annexé par le Royaume de Prusse sous le nom de Milkau. (voir Évolution territoriale de la Pologne)
Après la Seconde Guerre mondiale, avec la mise en œuvre de la ligne Oder-Neisse, le village retourne à la République populaire de Pologne.
De 1975 à 1998, le village appartenait administrativement à la voïvodie de Zielona Góra.

Depuis 1999, il appartient administrativement à la voïvodie de Lubusz